# Viniegra de Abajo
Viniegra de Abajo – gmina w Hiszpanii, w prowincji La Rioja, w La Rioja, o powierzchni 65,68 km². W 2011 roku gmina liczyła 97 mieszkańców.